# Julius Höllerer
Julius Höllerer (* 5. Dezember 1903 in München; † 27. Februar 1968 ebenda) war ein deutscher Politiker. Von 1946 bis 1950 war er bayerischer Landtagsabgeordneter.

## Leben und Beruf
Zwischen 1909 und 1923 besuchte Höllerer mehrere Schulen und Lehranstalten und absolvierte ein Praktikum. Danach war er lange Jahre in Brasilien und Portugal als Maschinen-Elektro-Ingenieur tätig. Sein Abschlussexamen und das Diplom als Fachingenieur legte er in Rio de Janeiro ab. Er arbeitete für die Siemens-Schuckertwerke, die AEG und SKF und war an der Errichtung bedeutender Kraftwerke in Südamerika beteiligt. 1929 ernannte ihn die Technische Hochschule in Rio de Janeiro zum Ehren-Ingenieur. In Portugal war er als leitender Ingenieur für den Ausbau und die Errichtung der Technischen Hochschule, des Lyceums J. Henrique sowie mehrerer Krankenhäuser und Kasinos zuständig. 1941 wurde er zwangsweise nach Deutschland zurückbeordert, wo er bis 1945 bei BMW und im Rüstungseinsatz tätig war.

## Politik
Nach dem Krieg ging Höllerer in die Politik und trat 1946 der WAV bei. Dort übernahm er auch bald den Parteivorsitz des bayerischen Landesverbandes. Im selben Jahr wurde er in den Bayerischen Landtag gewählt, zwei Jahre später auch in den Münchner Stadtrat. Am 17. August 1948 erklärte er den Rücktritt vom Vorsitz des WAV-Landesverbandes und zugleich den Austritt aus der Partei. Im Stadtrat bildete er mit einer ebenfalls aus der WAV ausgetretenen Abgeordneten die "Fraktion Höllerer", im Landtag war er zunächst fraktionsloser Abgeordneter. Im September 1949 schloss er sich der neu gegründeten Deutschen Partei für Freiheit und Recht (DPFR) an, aus der er aber bald wieder austrat. Ab 1950 war er im Landtag Teil der Freien Fraktionsgemeinschaft (FFG) und war Mitglied des Präsidiums des Landtags. Mit Ablauf der Wahlperiode im November 1950 schied er aus dem Landtag aus.
Im Dezember 1949 musste sich Höllerer vor Gericht verantworten. Seine ehemalige Partei, die WAV, warf ihm die Veruntreuung von Parteigeldern in den Jahren 1947 und 1948 vor, als Höllerer den Landesvorsitz der WAV innehatte. Unter den Zeugen war auch Alfred Loritz, den Höllerer zu dieser Zeit im Amt des Landesvorsitzenden vertrat. Am 4. Januar 1950 wurde Höllerer freigesprochen.